# Сарібарі
Сарібарі (груз. სარიბარი) — село в Грузії.
За даними перепису населення 2014 року в селі проживає 19 осіб.